# Parc d'État de Shikellamy
Le parc d'État de Shikellamy (Shikellamy State Park) est un parc d'État de la Pennsylvanie aux États-Unis.
Il est nommé d'après Shikellamy, un chef indien Onneiouts.